# مطار لوانغ برابانغ الدولي
مطار لوانغ برابانغ الدولي (بالاوية: ສະຫນາມບິນສາກົນຫຼວງພະບາງ) (إياتا:  LPQ، إيكاو: VLLB) هو واحد من المطارات الدولية العاملة في لاوس ويقع المطار في مدينة لوانغ برابانغ وتشغل شركات بانكوك اير وطيران لاوس والخطوط الجوية الفيتنامية رحلات مباشرة للمطار.

## شركات الطيران والوجهات
| شركـات طيـران            | الوجهات                                                  |
| ------------------------ | -------------------------------------------------------- |
| طيران بانكوك             | مطار سوفارنابومي الدولي                                  |
| طيران الصين اكسبرس       | مطار تشونغتشينغ جيانغبى الدولي (معلقة)                   |
| طيران لاوس               | مطار تشيانغ مي، مطار نوي باي الدولي، مطار واتاي الدولي   |
| Lao Skyway               | مطار واتاي الدولي، Xieng Khouang ‏                        |
| خطوط لاكي الجوية         | مطار كونمينغ جانغشوي الدولي                              |
| Qingdao Airlines         | مطار نانينغ الدولي (معلقة)                               |
| سكوت للطيران             | مطار شانغي سنغافورة (معلقة)                              |
| طيران آسيا (تايلاند)     | مطار دون موينغ                                           |
| الخطوط الجوية الفيتنامية | مطار نوي باي الدولي، Siem Reap ‏ (تستأنف في 1 يوليو 2023) |